# LainOS
LainOS es un proyecto de sistema operativo libre que intenta recrear a CoplandOS, el sistema operativo ficticio utilizado por Lain, la protagonista de una serie de anime Serial Experiments Lain.
El proyecto se ha detenido varias veces, y ahora permanece desde 2004. Por el momento el único código liberado pertenece a 'LainWM', una versión modificada del manejador de ventanas para el X Window System denominado LainWM el cual es un fork de Blackbox, en un estado bastante inestable y que no ofrece una experiencia ni remontamente parecida a lo prometido.